# 大力戰神
是一部2014年美國3D動作奇幻電影，由雷尼·哈林導演，Daniel Giat和西恩·胡德編劇。主演是凱蘭·魯茲、史考特·艾金斯、利亞姆·加里根、羅姍妮·麥琪和蓋亞·維斯。另一部有關赫丘利的電影《戰神：海格力斯》也於2014年上映，比本片遲六個月才公映。本片上映後所獲得的評價和票房皆為失敗，成為票房炸彈。

## 外部連結
- 官方网站
- 互联网电影数据库（IMDb）上《大力戰神》的资料（英文）
- Box Office Mojo上《大力戰神》的資料（英文）
- 爛番茄上《大力戰神》的資料（英文）
- Metacritic上《大力戰神》的資料（英文）